# Остерија (Тревизо)
Остерија је насеље у Италији у округу Тревизо, региону Венето.
Према процени из 2011. у насељу је живело 79 становника. Насеље се налази на надморској висини од 119 м.